# 丁宏度
丁宏度（?—?），字临甫，一字子临，别号舆舍，苏州人。
幼時颖敏，早年研究《周易》、《春秋》，開課授徒，被歸納為清學吳派之始祖，宏度亦自言“今葑溪文学之盛，实余家启之也”。著有《漫吟稿》。